# Luz Peña
Luz Peña (ur. 2 lutego 1999) – ekwadorska judoczka.
Startowała w Pucharze Świata w 2019 i 2020. Brązowa medalistka mistrzostw panamerykańskich w 2021 roku.